# 織田信倉
織田 信倉（おだ のぶくら）は、江戸時代中期の高家旗本。通称は大膳。官位は従五位下・侍従、淡路守、従四位上・左少将、能登守。石高2700石。

## 生涯
旗本・能勢頼寛の三男として誕生した。頼寛は江戸町奉行を務めた能吏とされる。頼寛の祖父・頼次の四女が織田高重に嫁いでおり、そうした縁戚関係から信倉が織田家に迎えられたと考えられる。
享保元年（1716年）10月20日、家督を相続する。享保13年（1728年）12月15日、高家職に就任し、従五位下・侍従・淡路守に叙任する。後に従四位上・左少将・能登守に昇進する。元文4年（1739年）4月22日、高家肝煎。
宝暦2年（1752年）10月9日、死去。享年57。
なお、家臣の田沼次喜（文右衛門）は、延享3年（1746年）頃から明和6年（1769年）頃まで、高倉家衣紋会の会頭の一人を務めた。幕府の儀礼に際しての正式な装束を調えるため、公家の高倉家の門人になる武士は少なくなく、江戸の会頭たちは江戸の門人と京都の高倉家との連絡調整を担っていた。

## 系譜
- 父：能勢頼寛
- 母：不詳
- 養父：織田信門
- 正室：久世広隆長女
- 養子
  - 男子：織田信直 - 旗本織田信義の次男